# Praia de Morro Branco

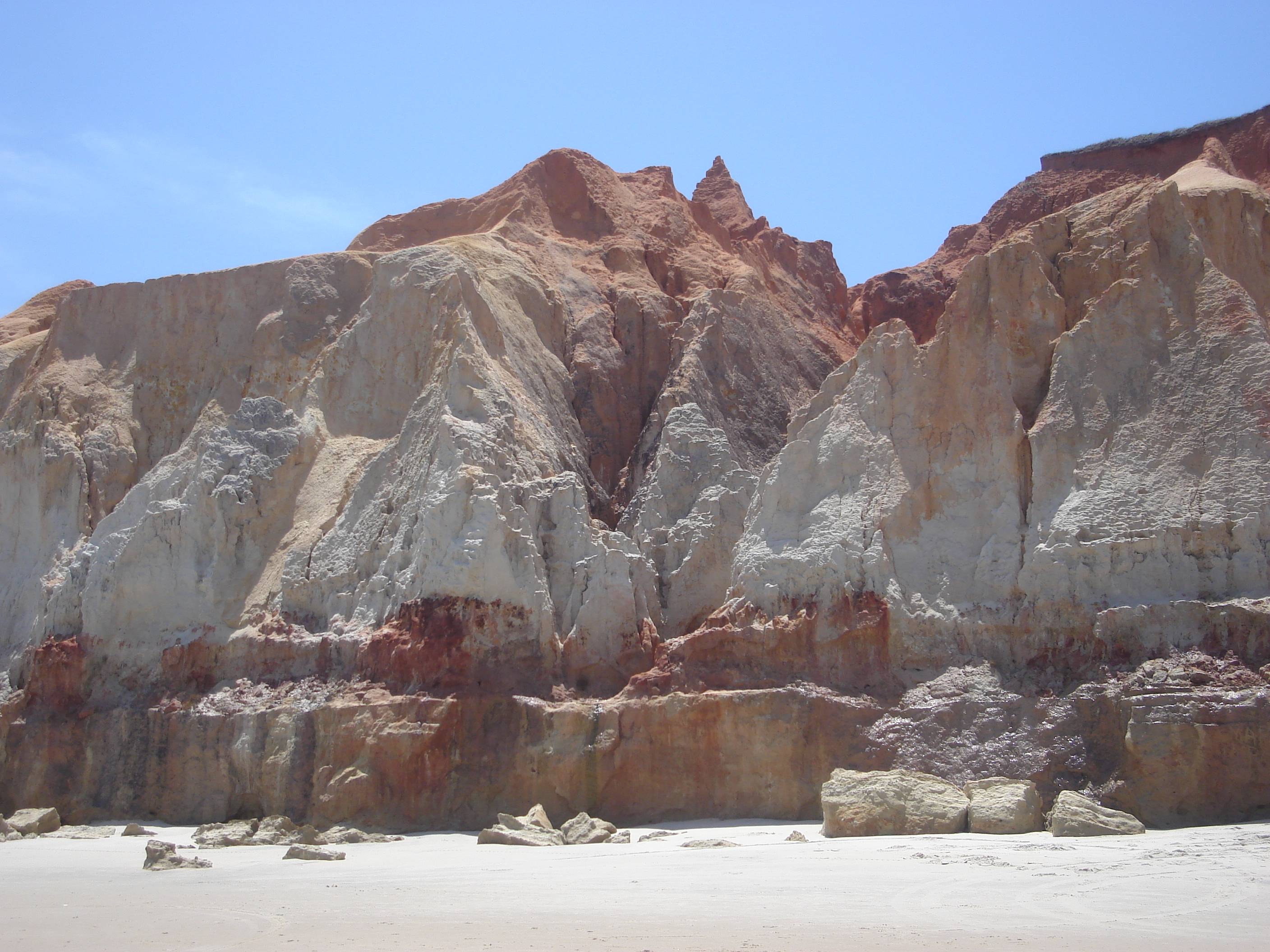
Praia de Morro Branco.

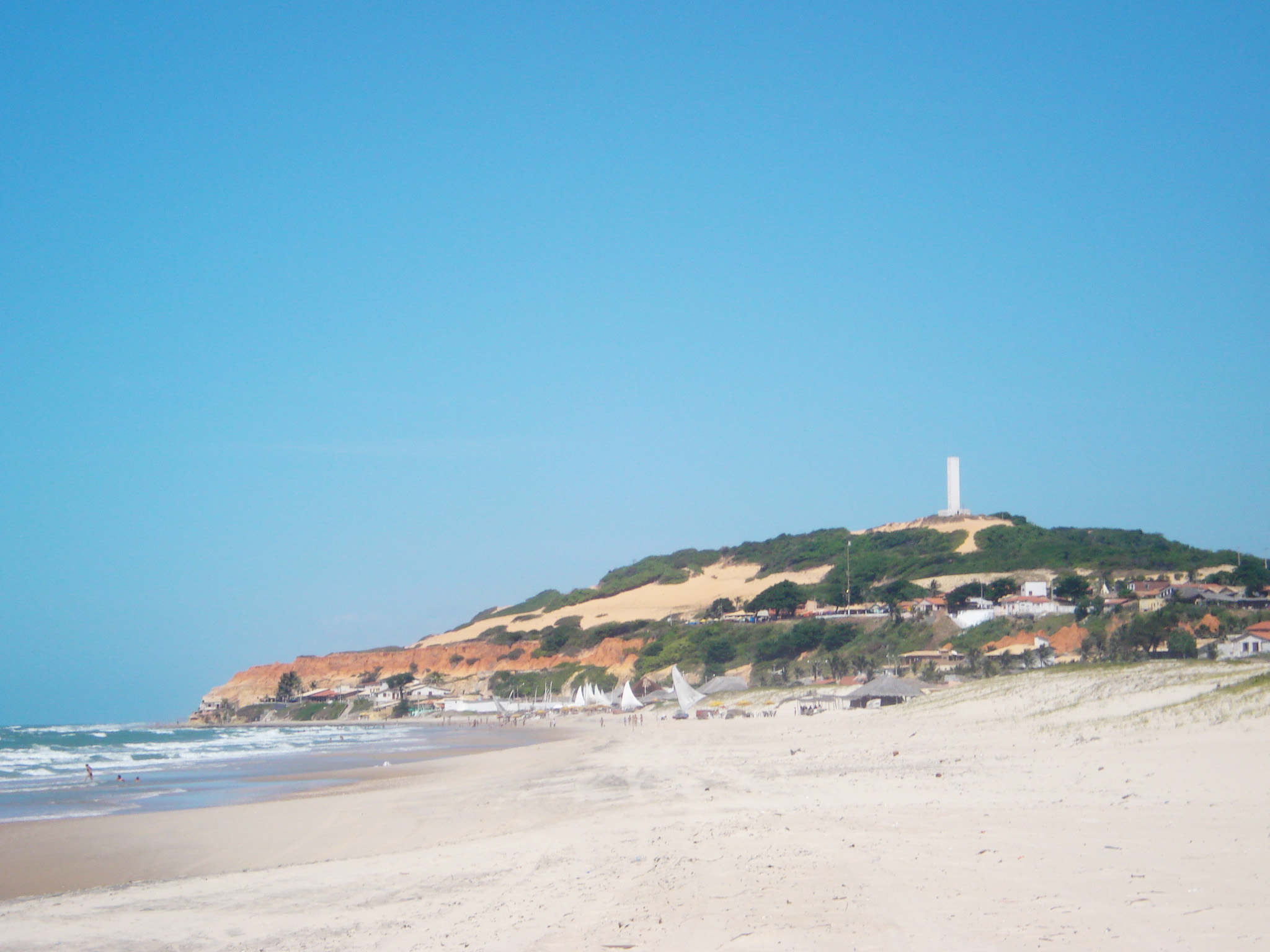
Praia de Morro Branco, em Beberibe, um importante destino turístico cearense.

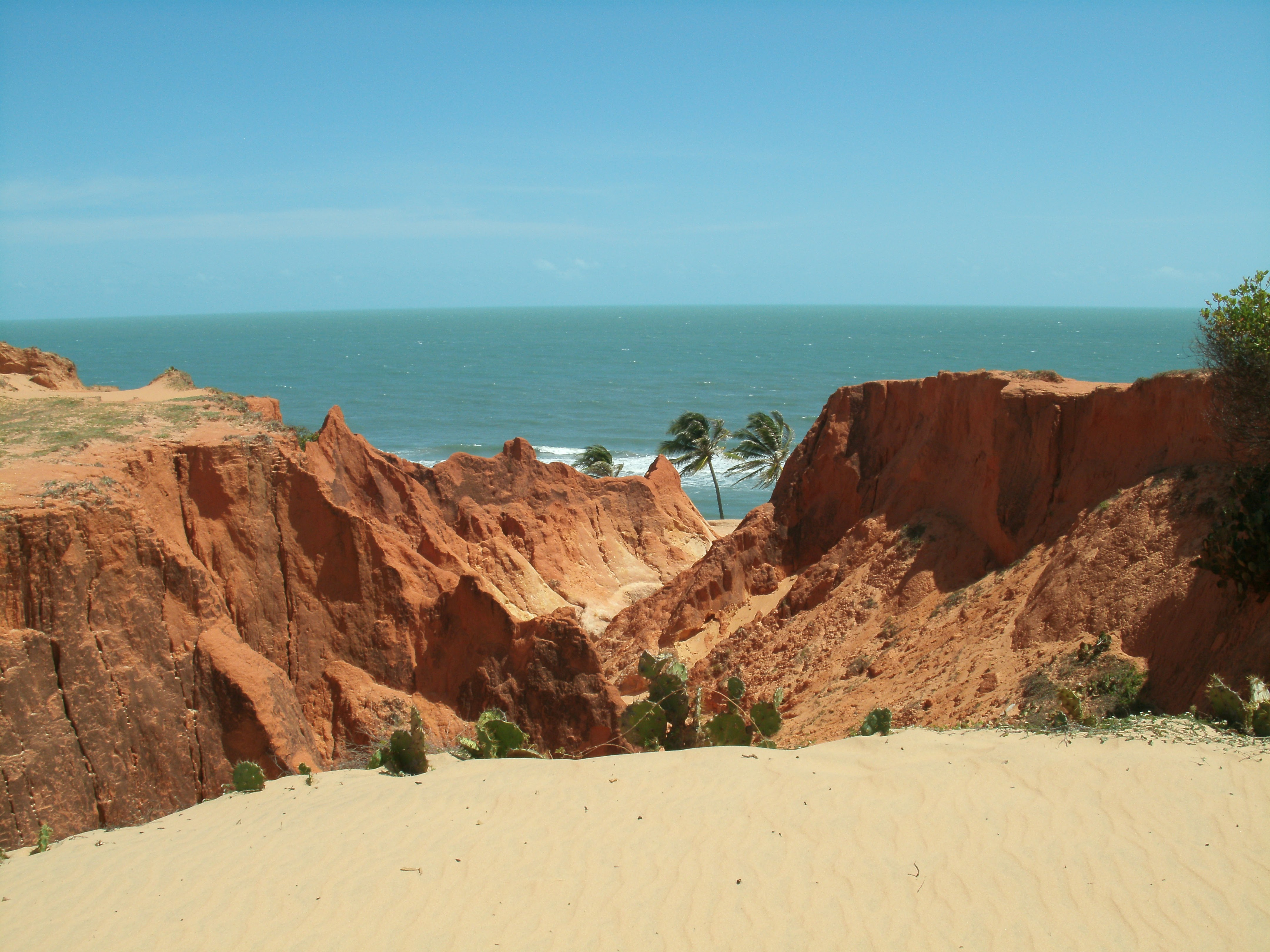
Vista das falésias, na Praia do Morro Branco, Ceará

Morro Branco é um praia brasileira localizada na cidade de Beberibe no estado do Ceará.
É conhecido pelas diversas colorações de areias, usadas no trabalho de silicografia (arte de desenhar com areia).

## Localização
A praia do Morro Branco fica localizada no litoral leste cearense. Sua distância do centro de Beberibe é de 5km, e tem 91 km de fortaleza. O acesso feito pela pista Beberibe-Morro Branco, passando pela entrada do bairro Sítio Lucas e COHAB.

## Atrações
Dentre as atrações da praia, estão o Labirinto do Morro Branco, formado pela erosão nas falésias, e as dunas. Muitas pessoas ainda se arriscam a subir até o farol, principalmente ao entardecer, pois o pôr-do-sol é belíssimo. Ainda há casas de veraneio, rede hoteleira, porto de jangadas e feira de artesanato.

## Tracoá
Perto da cidade baixa ainda há um pequeno vilarejo, chamado Tracoá, que se localiza atrás dos morros, formado majoritariamente por pescadores.

## Família Gama
O primeiro habitante do Morro Branco foi um pescador chamado Luís Gama, vindo de Aracati. Fixou-se na região que hoje é o morro branco, e fundou a vila. Isso explica porque a maioria dos habitantes do Morro Branco têm o sobrenome "Gama".